# Testorf (Weste)
Testorf ist ein Ortsteil der Gemeinde Weste im niedersächsischen Landkreis Uelzen.

## Geografie und Verkehrsanbindung
Testorf liegt südöstlich des Kernortes Weste an der Kreisstraße K 16. Die B 191 verläuft südöstlich und die Landesstraße L 252 nördlich. Östlich vom Ort fließt der Dörmter Bach, ein rechter Nebenfluss der Wipperau.

## Sehenswürdigkeiten
Als Baudenkmal ist der Glockenturm auf dem Dorfplatz ausgewiesen (siehe Liste der Baudenkmale in Weste (Niedersachsen)#Testorf).